# Lobelia mcvaughii
Lobelia mcvaughii är en klockväxtart som beskrevs av Tina J. Ayers. Lobelia mcvaughii ingår i släktet lobelior, och familjen klockväxter. Inga underarter finns listade i Catalogue of Life.